# Steatoda leonardi
Steatoda leonardi là một loài nhện trong họ Theridiidae.
Loài này thuộc chi Steatoda. Steatoda leonardi được Tord Tamerlan Teodor Thorell miêu tả năm 1898.